# Benny Gantz
Benjamin "Benny" Gantz, född 9 juni 1959 i Kfar Ahim nära Kiryat Malachi, är en israelisk general och politiker för partiet Styrka för Israel, som ingår i Blåvitt-alliansen. Han deltog i valet 2019 där han utmanade den sittande premiärministern Benjamin Netanyahu.
Gantz var Israels överbefälhavare 2011–2015.